# كاسبر بوفلسين
كاسبر بوفلسين (بالدنماركية: Kasper Povlsen)‏ (26 سبتمبر 1989 براندرس في الدنمارك - ) هو لاعب كرة قدم دانمركي في مركز الوسط. شارك مع منتخب الدنمارك تحت 16 سنة لكرة القدم ومنتخب الدنمارك تحت 17 سنة لكرة القدم ومنتخب الدنمارك تحت 19 سنة لكرة القدم ومنتخب الدنمارك تحت 21 سنة لكرة القدم. أما مع النوادي، فقد لعب مع آرهوس جمناستيك فورينينغ وHobro IK ‏.

## وصلات خارجية
- كاسبر بوفلسين على موقع قاعدة بيانات كرة القدم.إي يو (الإنجليزية)
- كاسبر بوفلسين على موقع Soccerway.com (الإنجليزية)
- كاسبر بوفلسين على موقع عالم كرة القدم.نت (الإنجليزية)